# Валентин Иванов (фудбалер, 1934)
Валентин Козмич Иванов (рус. Валентин Козьмич Иванов; Москва, 19. новембар 1934 — 8. новембар 2011) био је совјетско-руски фудбалер који је играо на позицији везног играча и нападача. Један је од добитника награде Златна копачка за најбољег стрелца на Светском првенству 1962. године и Купа европских нација 1960. године.
Иванов је за Совјетски Савез играо 59 пута, постигавши 26 голова. Трећи је најбољи стрелац совјетске фудбалске репрезентације свих времена, иза само Олега Блохина и Олега Протасова. Један од најбољих руских играча, Иванов је био познат по свом темпу, квалитету дриблинга и техничким способностима.
Четири постигнута гола Иванова на Светском првенству 1962. донела су му титулу најбољег стрелца турнира, заједно са још пет играча. Такође је постигао два гола на првенству из 1958. године. Већину клупске каријере провео је у московском Торпеду, постигавши 124 гола у 286 наступа у совјетском првенству, што је 9. најбољи рекорд свих времена.

## Биографија
Иванов се оженио Лидијом Ивановом, двоструком олимпијском шампионком у гимнастици на Олимпијади 1956. и 1960. године. Њихов син, такође Валентин (рођен 1961), је међународни фудбалски судија у пензији.

### Смрт
Иванов је умро 8. новембра 2011. године, мало пре 77. рођендана, након дуге борбе са Алцхајмеровом болешћу.